# さがみはら写真賞
さがみはら写真賞（さがみはらしゃしんしょう）は、相模原市総合写真祭フォトシティさがみはら実行委員会が主催する写真賞。
正式名称は、相模原市総合写真祭「フォトシティさがみはら」さがみはら写真賞。2001年から毎年開催されている「フォトシティさがみはら」で選考され、既発表の写真集や写真展を対象とした「プロの部」と一般公募の「アマの部」がある。
プロの部には、下記の3賞があり、全国のノミネーター（専門家）から推挙された作品を選考委員が審査し決定される。
- 中堅作家を対象とした「さがみはら写真賞」
- アジア諸国の写真家を対象とした「さがみはら写真アジア賞」
- 新人作家を対象とした「さがみはら写真新人奨励賞」

アマの部には、さがみはらアマチュア写真グランプリ「金賞」、「銀賞」、「銅賞」、「市民奨励賞」、「入選」があり、全国の写真愛好家を対象とした一般公募による作品を選考委員が審査して決定される。賞作品のテーマ、内容は自由である。

## プロの部　受賞者・受賞作一覧
さがみはら写真賞
- 2001年:広河隆一「チェルノブイリ消えた458の村」
- 2002年:鬼海弘雄「しあわせ インド大地の子どもたち」
- 2003年:長倉洋海「へスースとフランシスコ」
- 2004年:古屋誠一「alive」
- 2005年:後藤勝「絶望のなかのほほえみ」
- 2006年:桑原史成「水俣の肖像－公式確認から半世紀の節目」
- 2007年:渡邉博史「私は毎日、天使を見ている。」
- 2008年:中野正貴「MY LOST AMERICA」
- 2009年:伊奈英次「エンペラー・オブ・ジャパン」
- 2010年:石川直樹「ARCHIPELAGO」
- 2011年:石川真生「FENCES,OKINAWA」
- 2012年:北島敬三「ISOLATED PLACES」
- 2013年:志賀理江子「螺旋海岸」
- 2014年：オサム・ジェームス・中川「Gama Caves」
- 2015年：鈴木理策「意識の流れ」
- 2016年：船尾修「フィリピン残留日本人」

さがみはら写真アジア賞
- 2002年:劉錚「國人」
- 2003年:LEE,GAP-CHUL（韓国）「Conflict and  Reaction（衝突と反動）」
- 2004年:沈昭良（台湾）「映像・南方澳」
- 2005年:DOAN CONG TINH「重要な瞬間／ベトナム戦争の写真資料」
- 2006年:スラツト・オスタヌグラフ（タイ）「グッパイバンコク」
- 2007年:スティーブン・リー（マレーシア）「アウトサイド・ルッキング・イン・クアラルンプール」
- 2008年:ランス・ブラウマントヨ（インドネシア）「Soul Odyssey」
- 2009年:アミット・メーラ（インド）「インディア、永遠の祝祭」
- 2010年:ムネム・ワシフ「SALT WATER TEARS」
- 2011年:ヴィージェイ・ヴィラフランカ「A Race Divided : Chin migrants search for identity and life of peace」
- 2012年:イン・アング（シンガポール）「You Think You're Safe Here（あなたはそこが安全だと思うだろう）」
- 2013年:クルサット・ベイハン（トルコ）「AWAY FROM HOME（故郷から遠く）」
- 2014年:キショール・シャルマ（ネパール）
- 2015年:張照堂（台湾）「歳月」

さがみはら写真新人奨励賞
- 2001年:勝又邦彦「Unknown Fire」「Phases」／萩原義弘「巨幹残栄」「SNOWY」／若木信吾「young tree」「Takuji」
- 2002年:今岡昌子「Re・Birth〜ガレキの隣のオンナたち」／菊池修「LIGHT IN THE SHADOWS」
- 2003年:今井智己「真昼」／亀山亮「PALESTlNE」
- 2004年:宇井眞紀子「Asir Rera（アシリ・レラ）」、高部心成「故郷松花江　黒龍江省　吟爾浜」
- 2005年:中里和人「路地」／柳本史歩「栃尾に向かって－アイル・ビー・ゼア」
- 2006年:石川直樹「THE VOID」／上本ひとし「峠越え2003.8.23〜2005.2.28空景」
- 2007年:青木弘「BORN UNDER FIRE　－戦火の子どもたち」／中田聡一郎「星のしゃぼう－砂守が育んだ故郷」
- 2008年:朝海陽子「Sight」／元木みゆき「息の結び目」
- 2009年:ERIC「中国好運 GOOD LUCK CHINA」／船尾修「カミサマホトケサマ」
- 2010年:蔵真墨「kura」／染谷學「ニライ」
- 2011年:白汚零「地下水道」／本山周平「日本 2001-2010」
- 2012年:古賀絵里子「浅草善哉」／笹岡啓子「Difference 3.11」
- 2013年:田代一倫「はまゆりの頃に」／野村佐紀子「NUDE/A ROOM/FLOWERS」